# Nicholas Brown Sr.
Nicholas Brown Sr. (* 26. Juli 1729; † 29. Mai 1791) war ein Händler aus Providence, Rhode Island. Er war Mitbegründer des College in the English Colony of Rhode Island and Providence Plantations, die später zu Ehren seines Sohnes Nicholas Brown Jr. in Brown University umbenannt wurde.

## Leben
Nicholas Brown war der Sohn von James Brown II. Dieser war selber ein Nachkomme von Chad Brown, einem Mitbegründer von Rhode Island. Im Jahre 1764 gründete Nicholas Brown (unter anderem zusammen mit seinen Brüdern Moses und John Brown) die spätere Brown University.
Er war auch ein bekannter Sklavenhändler, der mit dem atlantischen Dreieckshandel reich wurde.